# Eloim (álbum)
Eloim é o sétimo álbum de estúdio do cantor francês Chris Durán, lançado em 26 de setembro de 2016 com distribuição da gravadora MK Music.

## Antecedentes
Nos anos anteriores, Chris Durán manteve um breve contrato artístico com a gravadora Som Livre. O artista lançou o álbum Entrega (2012) e a coletânea Minhas Canções (2012), sem lançar materiais posteriormente. Em 2016, o músico assinou com a gravadora MK Music.

## Gravação
Eloim contou com produção musical e arranjos de Hananiel Eduardo e repertório predominantemente autoral. O disco, previamente intitulado Por Amor, trouxe a regravação de "O Cordeiro", de Rafael Araújo, "Por Amor" do Adoração Central e "Maranata" do Avivah, além de duas versões de Chris Tomlin. O título oficial foi anunciado um mês antes do lançamento.

## Lançamento
Eloim foi lançado pela gravadora brasileira MK Music em setembro de 2016 em formato físico e digital. Como single, Chris escolheu a faixa-título "Eloim", que recebeu versão em videoclipe. A canção "Te Amei" ganha versão em videoclipe em curta-metragem, baseado em um filme. A produção teve roteiro escrito pelo cantor com Lucas Santos e direção de vídeo de Marco Túlio.
Em 2018, o cantor lançou o projeto Eloim em Foz do Iguaçu, com gravações ao vivo de parte do repertório de Eloim.

## Faixas
1. "Eloim"
2. "Jesus Me Ama"
3. "Não Te Negarei"
4. "Meu Amor"
5. "Dance"
6. "Por Amor"
7. "Maranata"
8. "Te Amei"
9. "O Cordeiro"
10. "Maranatha"